# Hans-Christian Drömann
Hans-Christian Drömann (* 31. Mai 1932 in Hildesheim; † 19. Juni 2018 ebenda) war ein lutherischer Theologe und Landessuperintendent für den Sprengel Lüneburg der Evangelisch-lutherischen Landeskirche Hannovers sowie Abt des Klosters Amelungsborn.

## Leben und Wirken
Hans-Christian Drömann studierte ab 1951 Theologie und Kirchenmusik an den Universitäten Heidelberg, Erlangen, Tübingen und Göttingen. Im Jahre 1956 absolvierte er das Erste Theologische Examen und wurde Vikar in der Evangelischen Studentengemeinde in Göttingen.
Von 1957 bis 1959 besuchte Drömann das Predigerseminar St. Michaelis in Hildesheim und übernahm nach dem Zweiten Theologischen Examen die Pfarrstelle der evangelisch-lutherischen Kirchengemeinde in Brüggen (Leine). 1962 promovierte er zum Doktor der Theologie.
1971 wurde Drömann Pastor der Kirchengemeinde Bockenem und Superintendent des Kirchenkreises Bockenem. Im Jahre 1988 erhielt Drömann die Berufung zum Landessuperintendenten für den Sprengel Lüneburg der Evangelisch-lutherischen Landeskirche Hannovers. Dieses Amt übte er bis zu seiner Emeritierung im Jahre 1997 aus. Sein Nachfolger wurde Hans-Hermann Jantzen.
Von 1996 bis 2002 war Hans-Christian Drömann 57. Abt des Klosters Amelungsborn. Er lebte zuletzt in seiner Geburtsstadt Hildesheim.

## Sonstige Funktionen
Drömann übte zahlreiche Nebentätigkeiten aus, u. a.:
- Landesobmann des Niedersächsischen Kirchenchorverbandes
- Präsident des Verbandes evangelischer Kirchenchöre Deutschlands
- Vorsitzender der Ständigen Konferenz für Kirchenmusik der Evangelischen Kirche in Deutschland (EKD)
- Evangelischer Vorsitzender der Arbeitsgemeinschaft für ökumenisches Liedgut (1998–2001; Mitglied seit 1979)

## Publikationen
Drömann ist Verfasser bzw. (Mit-)Herausgeber mannigfacher Veröffentlichungen zu Hymnologie und Liturgik, insbesondere zum Evangelischen Gesangbuch.